# Mann gegen Mann (1976)
 Mann gegen Mann ist ein DDR-Kinofilm der DEFA von Kurt Maetzig aus dem Jahr 1976. Vorlage für das Drama über Kriegsheimkehrer war der Roman Duell von Kurt Biesalski aus dem Jahr 1972.

## Handlung
Bei der Heimkehr aus der Kriegsgefangenschaft begegnen sich Robert und Michael. Sie stellen fest, dass sie beide mit derselben Frau verheiratet sind: Nachdem Robert für tot erklärt worden war, heiratete Michael die vermeintliche Witwe. Die Entscheidung über die Zukunft überlassen sie dem Zufall mit dem Lauf durch einen verminten Wald. Michael findet dabei den Tod, doch in der Heimat erkennt Robert, dass die Frau ihn nicht will; sie hat auf Michael gewartet.
Kurz darauf lernt Robert Anna kennen, die mit ihren zwei Kindern allein lebt. Doch auch bei dieser Liebe gibt es einen Rivalen. Anna wird schwanger von Eduard, mit dem Robert gemeinsam auf einem Sprengplatz an der Entschärfung von Kriegsmunition arbeitet. Diesmal soll jedoch nicht das Schicksal entscheiden, sondern die Frau.

## Produktion und Veröffentlichung
Das Szenarium lag in der Verantwortung von Kurt Maetzig und als Dramaturgin war Anne Pfeuffer tätig.
Mann gegen Mann wurde von der künstlerischen Arbeitsgruppe „Berlin“ als Orwocolor-Film gedreht und hatte seine Kinopremiere am 22. Januar 1976 im Berliner Kino International. Die Fernseh-Erstausstrahlung erfolgte im 1. Programm des Fernsehens der DDR am 20. Oktober 1978.

## Auszeichnungen
- 1976: XX. Internationales Filmfestival Karlovy Vary: Preis für beste Schauspielerin (Karin Schröder)
- 1976: Polnisches Filmfestival Gdynia: Anerkennung[4]

## Kritiken
Im Neuen Deutschland bemerkte Horst Knietzsch:

„Einiges in diesem Film hätte schlüssiger sein können, in der szenischen und sprachlichen Gestaltung ausgewogener, um auch das soziale Profil der Gestalten noch prägnanter in Erscheinung treten zu lassen, aber nicht wenige Szenen beeindrucken durch ihren hohen ideellen Gehalt, durch Bilder, in denen Kurt Maetzig unveräußerliche Wahrheiten menschlichen Zusammenlebens in unser Bewußtsein ruft.“

Das Lexikon des internationalen Films schreibt: 

„Nur teilweise gelungener, thematisch interessanter Versuch einer psychologischen Studie über Menschen in ungewöhnlichen Situationen.“